# 張學友Private Corner迷你音樂會
張學友Private Corner迷你音樂會（張學友私人角落迷你音樂會）是一場由香港歌手張學友於2010年4月30日於香港理工大學賽馬會綜藝館舉行的演唱會。演唱會全部歌曲均以JAZZ曲風表演，容納1900名觀眾的理大賽馬會綜藝館全場爆滿。演唱會的CD及DVD已於2010年7月23日發售。

## 介紹
張學友於2010年1月29日發行其個人的第一張爵士樂大碟《Private Corner》后即以積極的姿態籌辦了這次音樂會，爲了演出效果，地點選在了只能容納1900名觀眾的理大賽馬綜藝館舉行，並且將樂團採用了接近於大樂隊的爵士樂編制。
演唱會於2010年4月30日20時30分至21時55分於香港理工大學賽馬會綜藝館舉行，音樂會表演者囊括多位著名演奏家，包括導演以及歌手張學友，馬來西亞著名鼓手布拉加笙，低音提琴Sylvain Gagnon，馬來西亞吉他手Sham Kamikaze，第一鍵盤手及音樂總監杜自持，第二鍵盤手劉熙信，打擊樂是來自多米尼加的Chris Polanco（陳傑），小號手Paul Pinichi，中音色士風Miquel Inot，高音色士風charles huntley，長號Ben Pelletier等，和音歌手則為劉祖德、Lydia Chew和Paul Wah。
演唱會吸引了一眾名人到場觀看，包括香港財政司司長曾俊華，商業電臺主席何驥，張學友的前經理人陳自強，契爺胡楓，著名填詞人陳少琪，張徹的遺孀梁麗嫦以及歌手孫耀威、鄧麗欣、鐘舒漫、王梓軒等。
張學友亦有表示希望有機會今後於紅磡體育館舉行純粹的爵士樂風格的演唱會。

## 演唱曲目

### 预定曲目
1. 十二個音
2. 迷你
3. 戀上你背面
4. 找對你
5. Everyday Is Christmas
6. Pink Panther Theme Song（Only music）
7. New York, New York
8. Over The Rainbow
9. 佛跳牆
10. 我要
11. 情人的眼淚
12. 月巴女且
13. Let It Go
14. Double Trouble

### Encore部份
1. 李香蘭
2. 離開以後
3. 祝福